# Tinta Könyvkiadó
A Tinta Könyvkiadó magyar tulajdonú nyelvészeti szakkönyv- és szótárkiadó, piacvezető a magyar egynyelvű szótárkiadás és a hazai nyelvészeti szakkönyvkiadás területén.

## Története
A Tinta Könyvkiadót 1992-ben alapították a magyar nyelv szókincsének sokoldalú leltározása, vizsgálata és különböző típusú, korszerű egynyelvű magyar szótárak kiadására.
1992–1997 között elsősorban nyelvészeti szakmunkák és szótárak kiadványszerkesztésével foglalkozott más kiadók megrendelésére. Többek között részt vett az Akadémiai Kiadó: Képes diákszótár, A pszichoanalízis szótára; az Unikornis Kiadó: Jókai-szótár; az Aula Kiadó: Kétnyelvű közgazdasági szótársorozat (12 kötet); az Auktor Kiadó: Nyelvművelő kéziszótár című kiadványok előállításában is.
A kiadó életében 1998-ban nagy fordulatot hozott a négyéves, önálló fejlesztés eredményeképpen megjelent Magyar szókincstár, rokon értelmű szavak, szólások és ellentétek szótára. A műhöz kapcsolódó nyelvészeti kutatásokat az Országos Tudományos Kutatási Alap is támogatta. A Magyar szókincstárról többek között elismerő kritikát közölt a Magyar Nyelvőr folyóirat és a hetilapok közül a Magyar Narancs is.
A nyelvészeti szakkönyvek kiadását támogatja a Nemzeti Kulturális Alap (NKA), az Országos Tudományos Kutatási Alap (OTKA), MTA Könyv- és folyóirat-kiadó bizottsága és a Felsőoktatási Tankönyvpályázati Iroda is. A Tinta Könyvkiadó számos könyvét beválasztották a könyvtárbővítési Márai-programokba.
Kiadványait a napilapokon (Magyar Nemzet, Népszabadság, Magyar Hírlap) és a hetilapokon (Heti Válasz, Vasárnapi Hírek) kívül rendszeresen bemutatja a szaksajtó is. Számos méltató ismertetés jelent meg róla az Édes Anyanyelvünk, Magyar Nyelv, Magyar Nyelvőr, Nyelvtudományi Közlemények, Magyartanítás, Mentor folyóiratokban.
A könyves szakújságok (Új Könyv Piac, Könyv Hét, Képes Extra) hírt adnak az ott folyó munkálatokról. A kiadó újdonságairól rendszeresen beszámolnak az internetes hírportálok és a Rádió is. Nyelvészeti rádió- és tévéműsorok gyakori vendége Kiss Gábor főszerkesztő.
A kiadó munkatársai a Budapesti Könyvfesztiválon, az Ünnepi könyvhéten és a Szent István Könyvhéten kívül a legjelentősebb hazai nyelvészeti rendezvényeken, konferenciákon a helyszínen árusítják a kiadványaikat.
Az Amerikai Egyesült Államokban a Tintausa cég képviseli[forrás?].
A kiadónak jelenleg 550 kiadványa van, évente 40-45 új könyvet jelentet meg.

## Nyelvészeti szakértői tevékenység
A Tinta Könyvkiadó munkatársai rendszeresen adnak nyelvészeti szakértői véleményt. Ezek a tanulmányok legtöbbször egy-egy szó vagy szókapcsolat pontos jelentését definiálják és adják meg. A szakértői véleményeket általában peres ügyekben használják fel.

## Egyéb, támogatói tevékenység
A kiadó könyvtárbővítési és állománygyarapítási pályázati (Lőrincze Lajos, Kazinczy Ferenc, Wekerle Sándor) kiírásaival rendszeresen támogatja a hazai közkönyvtárakat.
Rendszeresen támogatja könyvadományokkal a Simonyi Zsigmond országos helyesírási versenyt, a Kossuth Lajos szónokversenyt és a Törökbálinton évenként megrendezésre kerülő Volf György nyelvi vetélkedőt. Szponzorálja a minden év októberében megrendezett Kiss Ferenc Sakk Emlékversenyt, amelyen a meghívott résztvevők a Fekete Paripa Díjért mérkőznek meg egymással. A Tinta Könyvkiadó minden évben jelentős könyvadománnyal támogatja az Ókortudományi Társaság által szervezett Ábel Jenő Országos Latin Tanulmányi Versenyt.

## Szótármúzeum
Az általa fenntartott és működtetett Szótármúzeum őrzi Kiss Gábor 950 darabból álló szótárgyűjteményét, amelyet – vándorkiállítás formájában – az ország több pontján is bemutattak már (Albertfalva, Győr, Gyöngyöstarján, Eger, Budapest, Karácsond, Celldömölk), de készülnek további helyszínekre is. A Szótármúzeum gyűjtőkörébe tartoznak a tintásüvegek és az ezeket ábrázoló apró-nyomtatványok, valamint a könyvkiadáshoz kapcsolódó egyéb relikviák (pl. bagoly, tintásüveg).

## Arany Penna díj
A Tinta Könyvkiadó 2000-ben megalapította az Arany Penna díjat (korábbi neve Arany toll díj), melyet a kiadó a legnívósabb szótárt elkészítő szerzőinek ítéli oda.

## Kiadványok

### Sorozatok

#### A magyar nyelv kézikönyveisorozat
A sorozatnak 33 kötete látott napvilágot, és évente 2-3 kötet megjelenése várható. Első kötete a Magyar szókincstár. A magyar nyelv kézikönyvei sorozat további darabja a Grétsy László szerkesztésében államiságunk millenniumának tiszteletére 2000 júniusában megjelent A mi nyelvünk című antológia, amelyben 265 írónak és költőnek mintegy ötszáz verse, prózarészlete található a magyar nyelvről. A sorozatban található szólás- és közmondásszótár, etimológiai szótár, kiejtési szótár, helyesírási szótár és idegen szavak szótára, illetve versantológia is. A 13–14. kötet Eőry Vilma főszerkesztésében a 2007 nyarán megjelent Értelmező szótár+ kétkötetes, 2000 oldalas, ötéves fejlesztőmunkával készült kiadvány. Sajtóbemutatóján Vizi E. Szilveszter, a Magyar Tudományos Akadémia akkori elnöke meleg szavakkal méltatta az új magyar értelmező szótárt. A címben szereplő + jel arra utal, hogy a szótár a szavak értelmezése mellett bemutatja az egyes szavak és jelentések közötti kapcsolati hálót a szinonimák, az ellentétek, az eredet, a tájnyelvi megfelelők feltüntetésével. Ez az első értelmező szótár, amely a címszavakat fogalomköri elrendezésben is közli. 2012-ben jelent meg a Régi szavak szótára és a Nyelvi játékaink nagykönyve. A sorozatban 2015-ben az Ünnepi könyvhétre jelent meg Bárdosi Vilmos szerkesztésében a Szólások, közmondások eredete című átfogó kézikönyv. 2017-ben jelent meg a sorozatban Balázsi József Attila tollából a Hasonlatszótár, 2018-ban A magyar nyelvtörténet kézikönyve, 2019-ben a Nagy magyar tájszótár és a Magyar nyelvtan, 2020-ban a Jókai-enciklopédia, 2024-ben pedig a Szókereső írószótár.

#### Segédkönyvek a nyelvészet tanulmányozásáhozsorozat
A kiadó 1999-ben indította el a Segédkönyvek a nyelvészet tanulmányozásához sorozatot, amelynek ma már 237 tagja van. A sorozat köteteinek szerzői neves magyar nyelvészek: Adamik Béla, Adamikné Jászó Anna, Alberti Gábor, Balogh Péter, Bánréti Zoltán, Bencédy József, Cseresnyési László, Forgács Tamás, Géró Györgyi, Havas Ferenc, Hegedűs Rita, Herman József, Hoffman István, H. Varga Márta, Kálmán László, Kemény Gábor, Kicsi Sándor András, Kiefer Ferenc, Kiss Lajos, Klaudy Kinga, Ladányi Mária, Litovkina Anna, Nádor Orsolya, Oszetszky Éva, Őrsi Tibor, Papp Ferenc, Petőfi S. János, Simoncsics Péter, Szathmári István, Szili Katalin, Szűcs Tibor, Tolcsvai Nagy Gábor, T. Somogyi Magda és Várnai Judit Szilvia.

#### Az ékesszólás kiskönyvtárasorozat
A tanulóifjúság számára kifejlesztett 140-200 oldalas, kis méretű, praktikus kézikönyvek sorozata. Kötetei között közmondás- és szólásszótárt is találunk. Ugyanebben a sorozatban jelent meg a Retorika és a Szómúzeum című kötet is. A sorozat szerkesztői: Bárdosi Vilmos és Kiss Gábor. A sorozatban megtalálható szinonimaszótár, közmondás- és szólásszótár, kis etimológiai szótár, de retorikával, újságírással, nonverbális kommunikációval, nyelvjárásokkal foglalkozó, illetve nyelvi játékokat és fejtörőket tartalmazó kötetek is. A 21. kötet a Tájszavak címet viseli. A sorozat jelenleg 96 kötetes. Az ékesszólás kiskönyvtára sorozatban 2015-ben látott napvilágot Dormán Júlia és Kiss Gábor szerkesztésében a Tulajdonságszótár, amely 3150 személyleíró szó magyarázatát és ellentétét, valamint fogalomköri csoportosítását tartalmazza. Jelent már meg gyümölcsnevekkel, a pénznevek eredetével, bibliai eredetű közmondásokkal, magyar keresztnevekkel és a helyes hangsúlyozással (helyesejtéssel) és a helyesírással foglalkozó kötet is, továbbá nyelvészeti és poétikai kisszótár is.

#### Mesterművek sorozat
2001-ben indult a Mesterművek sorozat, amely a korábban már megjelent, klasszikus értékeket képviselő munkák újbóli kiadására vállalkozik. Eddig 26 kötet látott napvilágot a sorozatban, köztük Sebestyén Gyula Rovás és rovásírás című könyve.

#### Híd szótáraksorozat
A kiadó Híd szótárak sorozatában kétnyelvű kisszótárak, társalgási zsebkönyvek jelennek meg. Megtalálhatók angol, német, olasz, orosz, spanyol, francia, lengyel, kínai, finn és latin kiadványok, szótárak.

#### Anyanyelvi kompetenciafejlesztő munkafüzetek sorozat
A 2011-ben indult sorozat a tanulóifjúság számára írott helyesírási és a magyar nyelv ismeretét elmélyítő egyéb témákban (szólások és közmondások, hasonlatok, keresztnevek, szövegértés, hangjelölés, egybe- és különírás, nyelvjárási szavak, etimológia, szókincsbővítés) gyakorlatokat tartalmazó munkafüzeteket tartalmaz. Egyes munkafüzetek szorosan kapcsolódnak a kiadó A magyar nyelv kézikönyvei sorozatának bizonyos köteteihez (pl. Hasonlatszótár, Magyar szókincstár, Nagy magyar tájszótár).

#### Kiadványok a vizuális kultúra fejlesztéséhez sorozat
A kiadó kifestőket magában foglaló sorozata 2014-ben indult a Magyar virágok kifestőkönyvével, majd motívumokat tartalmazó kifestőkkel folytatódott (pl. kalocsai, matyó, székely, erdélyi motívumok, magyar hímzésminták), de megjelentek pillangós és madaras tematikájú kifestők is.

#### Iránytű sorozat
2016-ban indította Iránytű sorozatát a kiadó, amely velős gondolatokat, bölcsességeket magukban foglaló idézetgyűjteményekből áll. Az idézetek forrása egyes kötetekben a Biblia, máshol középkori szentektől, ókori szerzőktől vagy magától Szent Ágostontól származó gondolatok lettek összegyűjtve.

### Folyóirat
A Tinta Könyvkiadó 2006-ban versenytárgyaláson nyerte el a Modern Nyelvoktatás folyóirat kiadásának jogát. A lap gazdája a Magyar Alkalmazott Nyelvészek és Nyelvtanárok Egyesülete, főszerkesztője Medgyes Péter, szerkesztője Dróth Júlia. A folyóiratnak évente négy száma jelenik meg, amelyből kettő összevont. A kiadótól 2019-től a Gondolat Kiadó vette át a kiadást.

### Egyéb kiadványok
A könyvkiadó 1999-ben a Frankfurti Könyvvásárra jelentette meg Csernicskó István és Orosz Ildikó The Hungarians in Transcarpathia című könyvét. Ezt a kiadványt anyagilag a Frankfurt ’99 Kht. támogatta.
2001 karácsonyára jelent meg a Nemzet Színészéről Az ember – Vallomások Sinkovits Imréről című kötet, melyben több mint ötven neves személyiség vall a színészóriás emberi nagyságáról, igaz magyarságáról.
Grétsy László 70. születésnapjára a Tinta Könyvkiadó gondozásában készült az Éltető anyanyelvünk című kötet, amelyben 106 nyelvész fejti ki véleményét a mai magyar nyelvművelés elméletéről és gyakorlatáról.
2004-ben látott napvilágot a háromszoros olimpiai bajnokról, Papp László ökölvívóról szóló könyv, fiának, ifj. Papp Lászlónak a tollából, Édesapám, Papp Laci címmel.

### Online szótárak
A kiadó honlapján hét elektronikus online szótárt üzemeltet: Angol–magyar informatikai szótár, Angol–magyar műszaki szótár, Angol–magyar közszótár, Latin–magyar szótár és morfológiai elemző, Idegen szavak magyarázó szótára, Baróti Szabó Dávid: Kisded szótár (1792), Magyar tájszótár (1838). A honlapon lévő Idegen szavak szótárára és a Nagy Viktor által létrehozott Latin szótárra nagyszámú külső link mutat.
Szintén a Tinta Könyvkiadó üzemelteti a SzóTudásTár nevű online szótári adatbázist, amely a legnagyobb egynyelvű, magyar szótári adatbázis.

### Online nyelvi játékok
Honlapján a kiadó három online nyelvi játékot üzemeltet. A szókincsteszttel tesztelheti, hogy mennyire ismeri az idegen szavakat, a nyelvi akasztófajátékkal négy témakörből (Szólások, közmondások, Szavak, Idegen szavak, Filmcímek) választva játszhat akasztófát, a legújabb játékuk a Felelj, ha tudsz! szókincsbővítő játék, amiben ugyancsak négy témakör (Tájszótár, Tulajdonságszótár, Magyarító szótár, Szinonimaszótár) közül választva lehet a hasonló nevű retró játék szisztémája szerint játszani.

### Blog
A kiadó blogot is működtet Anya-nyelv-csavar alátét nélkül címmel, ahol a magyar nyelvről, a magyar szókincsről, a szótárkiadásról, egyéb érdekes nyelvi kérdésekről szakszerűen, heti rendszerességgel ír bejegyzéseket.

## Díjai, elismerései
- Kiváló Magyar Szótár díj (MTA Szótári Munkabizottsága) – Forgács Tamás: Magyar szólások és közmondások szótára, Litovkina Anna: Magyar közmondástár, Eőry Vilma: Értelmező szótár+
- Budai-díj – Eőry Vilma: Magyar értelmező szótár diákoknak
- Fitz József-könyvdíj (Könyvtárosok Országos Egyesületének ajánlása alapján a Nemzeti Kulturális Örökség Minisztériuma) – Magyar szókincstár
- Szép Magyar Könyv ’98 (Magyar Könyvkiadók és Könyvterjesztők Egyesülése) – Magyar szókincstár
- Pro Cultura díj (Budapest XI. Kerületi Önkormányzata) – Magyar szókincstár